# 프레데리크 파시

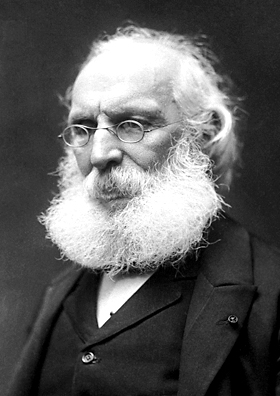
프레데리크 파시

프레데리크 파시(Frederic Passy, Frédéric Passy, 1822년 5월 20일 ~ 1912년 6월 12일)는 프랑스의 경제학자·정치가이다. 1867년 국제평화연맹을 설립하고 서기장이 되었으며 1874년에 하원 의원으로 선출되면서 영국의 윌리엄 랜들 크리머와 함께 국제 평화 동맹·국제 의회 연합을 만드는 데 크게 이바지하였다. 1901년 앙리 뒤낭과 함께 노벨 평화상을 수상했으며 저서에 《평화 운동의 역사》, 《유럽의 장래》 등이 있다. 또한 이름이 굉장히 크리스피날호날두